# Bogyiszló
Bogyiszló è un comune dell'Ungheria centro-meridionale di 2 274 abitanti (dati 2008). È situato nella contea di Tolna.